# Nao Asuka
Pour les articles homonymes, voir Asuka.
Nao Asuka (明日香七穂, Asuka Nao), née Kazuko Nishizumi le 18 septembre 1961 dans la préfecture de Hyōgo (Japon), est une actrice japonaise.
Elle a également utilisé le nom de scène Izumi Asuka.

## Biographie
Nao Asuka est diplômée du lycée municipal de Kobe Fukiai. Elle a travaillé pour Banshu Production, qui appartenait au Hyundai Production Building.

## Filmographie partielle

### Au cinéma
- 1980 : Yajū shisubeshi (野獣死すべし?) de Yūsaku Matsuda
- 1983 : The Girl Who Leapt Through Time (時をかける少女, Toki o kakeru shōjo?) de Nobuhiko Ōbayashi : une femme en deuil
- 1985 : Le Garçon triste ou Ma solitude (さびしんぼう, Sabishinbō?) de Nobuhiko Ōbayashi : la mère de Kazuo
- 2003 : Lost in Translation de Sofia Coppola : Call girl

### Télévision
- Shadow Warriors
  - Hattori Hanzo Shadow Warriors, épisode 16 "Ne touchez pas à une femme dangereuse" (1980)
  - Shadow Warriors II, épisode 14 "La beauté scintillante dans les ténèbres" (1982)
  - Shadow Warriors III, épisode 18 "Alive Grief" (1982)
  - Shadow Warriors IV, épisode 24 "La beauté artificielle de retour de Nagasaki" (1985)
- Taiyō ni hoero! (NTV)
  - épisode 438 : "Salle d'interrogatoire" (1980) : Junko Komatsubara
  - épisode 524 : "La Lettre d'amour de Lugger" (1982) : Yuko Horie
  - épisode 552 : "Un malentendu" (1983) : Rumi Aihara
- Asadora : épisode 108 (1994)